# Tetris
Tetris – komputerowa gra logiczna stworzona przez Aleksieja Pażytnowa i jego współpracowników, Dimitrija Pawłowskiego i Wadima Gieriasimowa. Pojawiła się na rynku po raz pierwszy 6 czerwca 1984 roku w Związku Radzieckim.
Oryginalna wersja powstała podczas pracy zespołu Pażytnowa w Akademii Nauk ZSRR w Moskwie na komputerze Elektronika 60. Jest to jedna z najbardziej znanych gier komputerowych, posiadająca dużą liczbę różnorodnych wariacji i wariantów. Do powstania gry zainspirowała Pażytnowa układanka Pentomino.
We wrześniu 2014 roku firmy Threshold Entertainment oraz Tetris Company ogłosiły plany nakręcenia filmu na podstawie Tetrisa.

## Rozgrywka

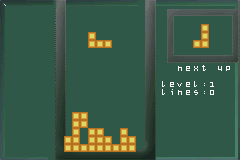
Podczas gry możliwe jest sprawdzenie, jaki klocek będzie następny

Gra rozpoczyna się na prostokątnej planszy (początkowo pustej) zwanej tetrionem lub matriksem, ułożonej krótszym bokiem w poziomie. Tetrion ma wymiary 20 wierszy na 10 kolumn. W trakcie gry, pośrodku górnej krawędzi planszy, pojawiają się pojedynczo klocki złożone z czterech małych kwadratów nazywanych też blokami. Klocki te (określane mianem „tetrimino”) przemieszczają się w kierunku dolnej krawędzi w miarę możliwości. Kiedy jedno tetrimino opadnie na samo dno, zostaje unieruchomione, a następne ukazuje się u góry planszy. Gra trwa aż do momentu, w którym klocek nie będzie mógł pojawić się na planszy. Zadaniem gracza jest układanie tetrimino na planszy (poprzez wykorzystanie rotacji i przesuwanie klocków w poziomie) w taki sposób, aby kwadraty składające się na nie utworzyły wiersz na całej szerokości prostokąta. W takiej sytuacji wiersz ten zostaje usunięty, a pozostałe klocki opadają w kierunku dna, tworząc więcej przestrzeni dla następnych elementów. Po usunięciu określonej liczby wierszy prędkość gry wzrasta o pół sekundy, co utrudnia tym samym precyzyjne sterowanie kolejnymi tetrimino. Możliwe jest jednoczesne usunięcie maksymalnie 4 wierszy – umożliwia to tetrimino „I”. Sytuacja taka nosi nazwę identyczną jak gra, czyli „tetris”.

### Grawitacja
W różnych wersjach Tetrisa oraz grach opartych na tym schemacie istnieją co najmniej trzy algorytmy obsługujące spadanie elementów po usunięciu wiersza:

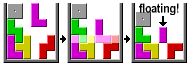
Oryginalny algorytm – pozostała część klocka unosi się

- Oryginalny algorytm: po usunięciu wiersza leżące ponad nim elementy spadają o poziom w dół (analogicznie w przypadku, gdy usunięto za jednym razem większą liczbę wierszy), ale nie dalej, nawet jeśli jakaś kolumna elementów mogłaby spaść dalej.

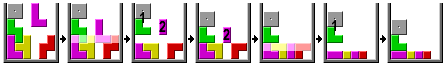
Późniejszy algorytm – pozostała część klocka opada i tworzy kolejną linię

- Popularny[potrzebny przypis] algorytm będący modyfikacją oryginalnego: po usunięciu wiersza kolumny elementów nad nim przesuwają się w dół (przy zachowaniu względnego położenia klocków w kolumnie) najniżej, jak jest to możliwe. O ile w oryginalnym algorytmie usunięcie wiersza (lub wierszy) nie pociągało za sobą kolejnych, tak w tym przypadku taka sytuacja może zajść (gdy np. element spadającej kolumny wypełni jedyne puste pole w wierszu niżej).
- Algorytm najbardziej odległy od oryginału, wykorzystywany w bardziej złożonych grach opartych na tym samym pomyśle co Tetris: usunięcie wiersza pociąga za sobą reorganizację zarówno elementów nad, jak i pod nim – wszystkie elementy, nie zachowując względnego położenia w kolumnach, przesuwają się w dół planszy tak, że wypełniają wszystkie luki powstałe pomiędzy nimi w trakcie gry. Podobnie jak w poprzednim przypadku, może to pociągnąć za sobą usunięcie kolejnych wierszy elementów.

### Tetrimino
Na zestaw tetrimino składa się siedem różnych (tj. takich, które nie są identyczne po wykonaniu rotacji) klocków złożonych z kwadratowych elementów:
- Tetrimino „I” – cztery elementy w jednym szeregu
- Tetrimino „T” – trzy elementy w rzędzie i jeden dołączony do środkowego elementu
- Tetrimino „O” – cztery elementy połączone w kwadrat
- Tetrimino „L” – trzy elementy w rzędzie i jeden dołączony do lewego elementu od spodu
- Tetrimino „J” – trzy elementy w rzędzie i jeden dołączony do prawego elementu od spodu
- Tetrimino „S” – tetrimino „O” po przesunięciu dwóch górnych elementów w prawo
- Tetrimino „Z” – tetrimino „O” po przesunięciu dwóch górnych elementów w lewo

Pary „L” i „J” oraz „S” i „Z” przedstawiają lustrzane odbicia, jednak nie można poprzez obrót jednego utworzyć drugiego.
W grach na bazie Tetrisa o trójwymiarowej planszy do kompletu klocków (w tym przypadku tetrimino składa się z sześcianów) dołączane są kolejne trzy:
- Jeden element łączy się trzema ścianami o wspólnym wierzchołku z pozostałymi.
- Tetrimino „S” po obrocie dwóch górnych elementów w stronę przeciwną do ruchu wskazówek zegara.
- Tetrimino „Z” po obrocie dwóch górnych elementów w stronę zgodną z ruchem wskazówek zegara.

Wraz z przejściem w trzy wymiary możliwe są dodatkowe obroty klocków, zatem tetrimino „Z” i „S” oraz „L” i „J” stają się identyczne, a łącznie różnych klocków jest w tym momencie osiem.

## Historia i kwestie prawne
Niemal od początku swego istnienia Tetris był związany z bataliami prawnymi dotyczącymi tej gry.
W 1986 roku Wadim Gierasimow – inny radziecki programista, wówczas szesnastolatek – stworzył wersję programu dla komputerów IBM PC i rozpowszechnił ją w Moskwie. W tym samym roku gra przedostała się na zachód – na Węgry, gdzie powstały jej kolejne wersje dla maszyn Commodore 64 i Apple II.
Na Węgrzech z grą zapoznał się Robert Stein, prezes brytyjskiej firmy informatycznej Andromeda. Próbował się on skontaktować z Moskiewską Akademią Nauk i Pażytnowem, lecz jeszcze zanim to nastąpiło, odsprzedał prawa (których nie posiadał) do gry powiązanym ze sobą firmom: brytyjskiemu Mirrorsoft i amerykańskiemu Spectrum Holobyte. Kilka miesięcy po tym Stein spotkał się z Pażytnowem, lecz – wobec braku zainteresowania grami komputerowymi przez radzieckich naukowców – niczego nie uzyskał. Wskutek tego próbował przejąć prawa od programistów węgierskich. W międzyczasie wersja Tetrisa pod IBM PC odniosła sukces w Stanach Zjednoczonych i Wielkiej Brytanii.
W 1987 roku Andromeda uzyskała, mimo braku kontraktu z Rosjanami, prawa autorskie do gry – zarówno dla IBM PC, jak i dla innych komputerów osobistych. Do początku następnego roku udało się stworzyć wersję Tetrisa dla znacznej większości (jeżeli nie wszystkich) modeli komputerów osobistych.
Wkrótce w Związku Radzieckim powstała organizacja Elektronorgtechnica (w skrócie ELORG), która przejęła negocjacje w sprawie gry z Robertem Steinem, lecz zatrzymały się one do maja 1988 roku, gdy radziecka strona dowiedziała się o bezprawnej sprzedaży praw do Tetrisa przez Andromedę. Podpisany kontrakt zawierał jednak zakaz rozpowszechniania gry dla automatów oraz konsol przenośnych. Jednak zarówno Mirrorsoft, jak i Spectrum Holobyte podpisały kontrakty z – odpowiednio – Bullet-Proof Software i Atari Games na rozpowszechnianie wersji na automaty na terenie Japonii, przez co nastąpił konflikt. Jednocześnie prawa te otrzymało także Nintendo, a Atari zaczęło (poprzez oddział Tengen) tworzyć grę opartą na schemacie Tetrisa i nazwało ją TETЯIS. ELORG wkrótce został zaangażowany w walkę o prawa do gry, jednocześnie komplikując sytuację przez nowo zawarte umowy.
Walki pomiędzy Tengen a Nintendo o wersje dla systemów Famicom i Nintendo Entertainment System trwały do 1993 roku. Wpływy ELORG z tytułu umów szacuje się na 3-5 milionów dolarów.
W 1996 roku do walki o Tetrisa dołączyła The Tetris Company LLC (TTC), zarządzana przez Henka Rogersa – będącego wcześniej prezesem Bullet-Proof Software i przedstawicielem Nintendo w sprawie licencji do gry – firma, która wywalczyła ostatecznie (w 2001 roku) prawa do znaku handlowego Tetris.

## Różne warianty i wariacje gry
Warianty zgodne z oryginalnym Tetrisem występują pod wieloma nazwami. Liczna jest również grupa gier opartych na schemacie Tetrisa – zarówno bardzo luźno opierających się o pomysł, jak i będących nieznaczną modyfikacją oryginału. W 1989 roku dwóch polskich programistów wydało na liczne platformy grę Blockout, która jest trójwymiarowym rozwinięciem tej gry.